# Пам'ятник жертвам Чорнобильської катастрофи (Сімферополь)
Пам'ятник жертвам Чорнобильської катастрофи — пам'ятник у Сімферополі, Автономна Республіка Крим у Парку імені Гагаріна.

## Опис
Меморіал складається з символічного пам'ятника, алеї з меморіальними дошками, на яких вказані прізвища загиблих ліквідаторів аварії (окремо встановлена меморіальна дошка ліквідаторам-Героям Радянського Союзу та Героям України).
Кам'яний монумент символічний: на постаменті людські долоні, в яких зберігається планета Земля, доля якої залежить від людини. Над долонями чорна арка, до склепіння якої підвішений чорний дзвін — символ траурного набату за загиблими. Вгорі арки православний хрест — символ віри.

## Історія
26 квітня 2007 року, у річницю аварії на Чорнобильській атомній електростанції у Гагарінському парку урочисто відкрили пам'ятник жертвам трагедії. Меморіал був освячений Митрополитом Сімферопольським та Кримським Лазарем.
У жалобному мітингу взяли участь родичі загиблих ліквідаторів аварії на ЧАЕС, а також жертви її наслідків, члени кримського уряду та представники міської влади кримської столиці. Після освячення пам'ятника Митрополит Лазар заклав в основу меморіалу капсулу з іменами 372 чорнобильців Сімферополя, які пішли з життя.